# Filsdorf
Ne doit pas être confondu avec Filstroff.
Filsdorf (en luxembourgeois Fëlschdref) est une section de la commune luxembourgeoise de Dalheim située dans le canton de Remich.